# Cetatea Hohenklingen
Cetatea Hohenklingen (germ. "Burg Hohenklingen") este situată pe o înălțime stâncoasă pe teritoriul comunității Stein am Rhein din cantonul Schaffhausen, Elveția.

## Istoric
Cetatea a fost întemeiată în anul 1225 de familia nobiliară von Klingen. Se presupune că cetatea ar fi existat deja prin secolele XI și XII ca o construcție din lemn, folosind și ca palat nobiliar, construcția cea mai veche ar fi partea centrală și turnul cetății. Între anii 1250 - 1283 s-au făcut lucrări de extindere a cetății. Capela a fost contruită între anii 1393 - 1406, în același au fost întreprinse lucrări de consolidare a zidurilor exterioare. Zidul care avea 7 m înălțime a fost extins și consolidat în anul 1422. Cetatea va fi cumpărată în anul 1433 de la nobilii Hohenklingener, de Caspar von Klingenberg. Între anii 1526 - 1551 în perioada războaielor religioase s-au montat tunuri pe crenelerile cetății. Cetatea va fi folosit între anii 1863 und 1891, ca han și loc pentru cure balneare. La sfârșitul secolului XIX preia cetatea care avea nevoie de reparații, comunitatea orașului Stein am Rhein. În timpul celui de al doilea război mondial turnul cetății a servit ca punct de observație militar. O renovare serioasă a cetății se va face de către fundația Emma Windler, între anii 2005 - 2007, păstrându-se și azi silueta cu alură medievală a cetății.

## Literatură
- M. Guisolan: Stein am Rhein. 1998. S. 73–76
- Kdm SH 2. 1958. S. 304–318
- D. Reicke: Von starken und grossen Flüejen. 1995. S. 79 f.
- O. Stiefel: Geschichte der Burg Hohenklingen und ihrer Besitzer. 1921
- Offizielle Broschüre 2009 der Burg Hohenklingen